# Sigismund Andreas Cuno
Sigismund Andreas Cuno (* 18. April 1675 in Schöningen; † 27. September 1747 ebenda) war ein deutscher Pädagoge und Heimatforscher.

## Leben
Sigismund Andreas Cuno war ein Sohn des Schöninger Kaufmanns und Bürgermeisters Johann Heinrich Cuno (1642–1716). Nach dem Schulbesuch in Schöningen wurde er gemeinsam mit seinem Vetter in Wolfenbüttel im Hause seines Onkels Sigismund Georg Schöps von einem Hauslehrer unterrichtet. Von 1686 bis 1694 war er Schüler des Gymnasiums Anna-Sophianeum in Schöningen und von 1694 bis 1697 des Altstädter Gymnasium in Magdeburg unter Leitung seines Onkels Anton Werner Cuno (1635–1707). Von 1697 bis 1701 studierte er am Juleum in Helmstedt.
Nach dem Studienabschluss war Cuno zunächst von 1701 bis 1707 Leiter eines Gymnasiums in Tangermünde in Sachsen-Anhalt. Er kehrte dann in seine Heimatstadt Schöningen im Braunschweiger Land zurück. Am dortigen Anna-Sophianeum wirkte er zunächst als stellvertretender Leiter („Konrektor“) und von 1717 bis 1746 als Leiter („Rektor“). Nach Werner Cuno (1600–1657), Rektor der Aegidienschule  in Braunschweig und Anton Werner Cuno (1635–1707)- u. a. Lehrer von Georg Philipp Telemann – war er der dritte Rektor seines Geschlechts. Er wurde 1746 aus Gesundheitsgründen pensioniert. Sein Nachfolger wurde der langjährige Konrektor Johann Friedrich Nolte.
Cuno heiratete 1706 Katharina Elisabeth Goldbeck und hatte mit ihr vier Söhne und eine Tochter (Johann Theodor I, 1707–1709; Johann Theodor II, 1709–1711; Carl August 1709–1760, Pfarrer in Offleben und Schwager von Louise Menken, geb. Witte, einer Urgroßmutter von Otto von Bismarck; Johann Friedrich, 1711–1747, Sub-Konrektor in Wolfenbüttel und Vorfahr der Ehefrau von Wilhelm Raabe, Bertha Emilie Wilhelmine Leiste; Bernhardine Elisabeth, 1714–1740, verheiratet mit Professor Peter Gericke, 1683–1750). Durch die Heirat seiner Cousine Lucia Louise Cuno mit Friedrich Eberhard Boysen (1720–1800) war er mit diesem verwandt. Zu seinen bekannteren Nachfahren gehören Carl Cuno und Hellmuth Cuno.

## Wirken
Cunos Bedeutung beruht auf seinen pädagogischen und lokalhistorischen Schriften. Er verfasste unter anderem 40 braunschweigische Schulprogramme. Von seinen Werken ist die 1728 erschienene Chronik von Schöningen, die Memorabilia Scheningensia, hervorzuheben. Die Chronik ist in Sachgruppen gegliedert, enthält einen sehr umfangreichen Quellenanhang und wird durch ein Register erschlossen. In eigenen Abschnitten werden beispielsweise die Salinen und das Gymnasium behandelt.
Cuno wird als „bedeutender Schulmann“ für das Braunschweiger Land charakterisiert, dessen Chronik eine „imponierende frühe wissenschaftliche Bemühung“ um die Erforschung der Schöninger Lokalgeschichte gewesen sei.

## Werke (Auswahl)
- Programma de typographia, munere ipsis vel superis invidendo: quo simul ad acroama valedictorium pariter ac oratorium. Schnorr, 1721.
- Programma de vulpeculis scholasticis haud incelebribus. 1721.
- Memorabilia Scheningensia historiae Brunovicensi. Renger, Braunschweig und Leipzig 1728.
- Schedium et latialium et teutonicarum quarundam declamationum, exstantiora quaedam perversae iuventutis vitia taxantium acroasi scholasticae dicatarum atque apud Scheningenses Anna-Sophianei discipulis recitandarum designans epitomas omnibus rei scholasticae patronis fautoribus. Schnorr, 1735.
- Historica enarratio, qua suis in Scheningensi Anna-Sophianeo discipulis cum publicas continuaturus praelectiones auditorium denuo esset ingressus admirandam suae admodum periculosae et quod excurrit pedum altitudine factae prolapsionis rationem Schnorr, 1737.